# El Reparo, Sayula
El Reparo är en ort i Mexiko.   Den ligger i kommunen Sayula och delstaten Jalisco, i den centrala delen av landet, 500 km väster om huvudstaden Mexico City. El Reparo ligger 1 354 meter över havet och antalet invånare är 409.
Terrängen runt El Reparo är kuperad åt sydost, men åt nordväst är den platt. Runt El Reparo är det ganska glesbefolkat, med 34 invånare per kvadratkilometer. Närmaste större samhälle är Sayula, 8,8 km väster om El Reparo. I omgivningarna runt El Reparo växer huvudsakligen savannskog.